# Omer Avital
Pour les articles homonymes, voir Avital.
Omer Avital (né le 13 mai 1971 à Givatayim en Israël) est un contrebassiste et compositeur de jazz israélo-américain.

## Biographie
Omer Avital est né dans la ville de Givatayim en Israël, de parents marocains et yéménites. À l’âge de 11 ans, il commence à étudier la guitare classique au Conservatoire de Givatayim. C’est lors de son entrée au lycée israélien dédié à l’étude des Arts, Thelma Yellin, qu’il échange la guitare pour la contrebasse et s’initie à l’étude et l’arrangement du jazz. 
À l’âge de 17 ans, Avital commence à jouer professionnellement dans différents groupes de jazz, pop et folk ; ainsi que dans des émissions pour la télévision, radios et festivals de jazz. Après avoir passé un an dans l’orchestre de l’armée israélienne, il déménage pour New York en 1992 où il commence à enregistrer des disques en jouant dans des clubs de jazz et festivals dans le monde entier.

### Carrière
Dès son arrivée à New York en 1992, Avital, commence à jouer dans différents groupes avec des musiciens tels que Roy Haynes, Jimmy Cobb, Nat Adderley, Walter Bishop, Jr., Al Foster, Kenny Garrett, Steve Grossman, Jimmy Lovelace, et Rashied Ali. En 1994, lors des after-hours au Smalls Jazz Club dans le Greenwich Village, Avital collabore avec le pianiste Jason Lindner, avec qui il crée son propre groupe.
En 1995 et 1996, Omer Avital a marqué la scène de jazz new-yorkaise notamment avec une série de groupes sans pianiste, dont un sextet composé de quatre saxophonistes, une contrebasse et un batteur. Ont collaboré avec lui dans ce projet, alternativement, les saxophonistes : Myron Walden, Mark Turner, Gregory Tardy, Joel Frahm, Charles Owens, Grant Stewart, Jay Collins and Jimmy Green, et les batteurs Ali Jackson, Joe Strasser and Daniel Freedman. Avital a fait l’objet d'articles dans le New York Times. Certaines de ses performances ont été enregistrées et sorties sur le label Smalls Records. Ses morceaux live ont également été repris par le label Impulse Record pour la compilation jazz nommé Jazz Underground : Live at Smalls. 
En 2001, Avital sort son premier album, Think With Your Heart en collaboration avec Gregory Tardy, Jay Collins, Myron Walden, Joel Frahm, Jimmy Greene, Joshua Levitt, Daniel Freedman et Marlon Browden. En 2003, Avital retourne en Israël pour étudier la musique classique, la théorie de la musique arabe, le Oud et la musique israélienne traditionnelle. 
Omer Avital retourne ensuite à New York en 2005 et sort trois albums, dont deux issus des enregistrements live au Smalls, ainsi qu’un album avec le groupe Third World Love. En 2006, son album Asking No Permission (avec Mark Turner, Gregory Tardy, Myron Walden, Charles Owens et Ali Jackson) issu des enregistrements live au Smalls, a été nommé parmi les meilleurs albums dans plusieurs top 10[réf. nécessaire]. Le journaliste, Ben Ratliff du New York Times écrit « Ainsi nous n’étions pas fous, finalement, voici la preuve que le fameux sextet d’Omer Avital qui a joué au Smalls dans les années 1990 était vraiment bon. »[réf. nécessaire]
En 2008, Avital est récompensé par le Prime Minister’s Award, la distinction la plus prestigieuse pour les artistes en Israel. En 2011, il gagne le ASCAP, récompense discernée par la Fondation Vanguard Award. 
En 2009, Avital a fondé le groupe Yemen Blues avec le chanteur Ravid Kahalani, un projet qui réunit la musique yéménite traditionnelle avec le funk, blues et jazz. En 2011, ils sortent leur premier album Yemen Blues dans lequel Avital participe en tant que producteur et arrangeur en plus de jouer de la contrebasse et de l'oud. Il restera avec les Yemen Blues jusqu’en 2012. 
En 2012, il enregistre un album en tant que sideman, le Yes! Trio avec le pianiste Aaron Goldberg et Ali Jackson, Jr. ll enregistre ensuite en tant que leader son album Suite of the East, qui a reçu des éloges et a été nommé Meilleur Album de 2012 par la radio française TSF Jazz. En 2013, Avital enregistre l'album New Song sur le label français, Plus Loin Music, un label d'Abeille Musique. En octobre 2014, Abeille Musique a cessé ses activités, l'album a alors été réalisé aux États-Unis le 4 novembre 2014 sur le label Motéma Music. En 2016, il sort l'album Abutbul Music sur le label Jazz Village à Paris, Harmonia Mundi. Le 27 mars 2020, il sort l'album Qantar: New York Paradox.

## Récompenses
- 2019 : Grand Prix de l'Académie du jazz pour Groove du Jour de Yes! trio[7]

## Discographie
- Qantar: New York Paradox (2020)
- Qantar (2018)
- Abutbul Music (2016)
- New Song (2014)
- Suite Of The East (2012)
- Live at Smalls (2011)
- Free Forever (2011)
- Room To Grow (2007)
- Arrival (2006)
- The Ancient Art Of Giving (2006)
- Asking No Permission (2006)
- Think With Your Heart (2001)

## Discographie en tant que co-leader, arrangeur, producteur ou sideman
- Songs and Portraits (2012)
- New Blues (2008)
- Sketch of Tel Aviv (2006)
- Avanim (2004)
- Third World Love Songs (2002)

Avec Yes! Trio (Aaron Goldberg et Ali Jackson, Jr.)
- Yes! (2012)

Avec New Jerusalem Orchestra
- Ahavat Olamim (2011)

Avec Yemen Blues
- Yemen Blues (2011)

Avec Debka Fantasia
- Debka Fantasia (2009)

Avec Anat Cohen
- Notes From The Village (2008)
- Poetica (2007)

Avec Marlon Browden
- The Omer Avital Marlon Browden Project (2005)

Avec OAM Trio (Aaron Goldberg et Marc Miralta)
- Now & Here (2005)
- Live in Sevilla (With Mark Turner) (2003)
- Flow (2002)
- Trilingual (1999)

Avec Avishai Cohen
- Dark Nights (2014)
- Triveni II (2012)
- Introducing Triveni (2010)
- After The Big Rain (2007)

Avec Claudia Acuña
- En Este Momento (2009)

Avec Omer Klein
- Introducing Omer Klein (2008)

Avec 3 Cohens (Anat, Avishai and Yuval Cohen)
- Braid (2007)

Avec Jason Lindner
- Live at the Jazz Gallery (2007)
- Ab Aeterno (2006)
- Live/UK (2004)
- Premonition (2000)

Avec Daniel Freedman
- Daniel Freedman Trio (2002)

Avec Rashied Ali
- At The Vision Festival (1999)

Avec Antonio Hart
- For Cannonball & Woody (1993)